# Maniola luigionii
Maniola luigionii är en fjärilsart som beskrevs av Rostagno 1906. Maniola luigionii ingår i släktet Maniola och familjen praktfjärilar. Inga underarter finns listade i Catalogue of Life.